# James M. Slattery

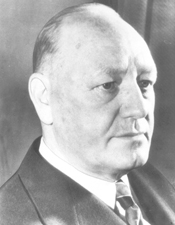
James M. Slattery

James Michael Slattery, född 29 juli 1878 i Chicago, Illinois, död 28 augusti 1948 i Lake Geneva, Wisconsin, var en amerikansk demokratisk politiker. Han representerade delstaten Illinois i USA:s senat 1939–1940.
Slattery studerade vid St. Ignatius College (numera Loyola University Chicago) och avlade sedan 1908 juristexamen vid Illinois College of Law (numera DePaul University College of Law). Han undervisade sedan i juridik och var verksam som ämbetsman i Chicago.
Senator J. Hamilton Lewis avled 1939 i ämbetet och Slattery blev utnämnd till senaten fram till fyllnadsvalet 1940 som han förlorade mot Charles Wayland Brooks. Slattery avled 1948 och gravsattes på Calvary Cemetery i Evanston, Illinois.